# Pauline Moore
Pauline Moore (Harrisburg (Pensilvania), 14 de junio de 1914 - Sequim (Washington), 7 de diciembre de 2001) fue una popular actriz estadounidense de películas clase B de las décadas de 1930 y 1940.

## Biografía
Comenzó su carrera al mudarse a Hollywood (California) a principio de los años 1930; también protagonizó algunas obras en Broadway y trabajó como modelo.
Entre finales de los años 1930 y principios de los años 1940, Moore hizo 24 películas para la 20th Century Fox, con la que había firmado un contrato. Después trabajó para Republic Pictures, con la que protagonizó cuatro westerns con Roy Rogers y también King of the Texas Rangers (de 1940), que protagonizaba Sammy Baugh (conocido actor de las ligas de fútbol americano). Moore protagonizó tres películas del personaje Charlie Chan, junto con César Romero, Allan Lane y Kane Richmond.
También trabajó junto a Shirley Temple en la película Heidi (1937), y junto a Henry Fonda en Young Mr. Lincoln (1939).
A principios de los años 1940, se retiró del espectáculo y fue madre de tres hijos. En los años 1950 volvió a los estudios.
Desde su primer papel en 1931 (sin créditos) hasta su última película en 1958, trabajó en un total de 30 filmes. Se casó en dos ocasiones y enviudó las dos veces.
Hizo unas pocas apariciones en televisión en los años 1950, incluido un pequeño papel en Spoilers of the forrest (1957), junto con Rod Cameron y Vera Ralston.
Falleció de esclerosis lateral amiotrófica en un geriátrico en 2001.